# Јуриј Војнов
Јуриј Николајевич Војнов (29. новембар 1931 — 22. април 2003) био је совјетски и украјински фудбалер и тренер.
Одиграо је 23 утакмице за фудбалску репрезентацију СССР-а, и представљао је земљу на ФИФА-ином светском купу 1958. и у Купу европских нација 1960. године, где је СССР крунисан за првог европског шампиона. Такође, др Фридберт Бекер га је навео као једног од најбољих након Светског купа 1958. године.
1956. Војнов је одиграо неколико утакмица за Украјину на Спартакијади народа СССР-а.